# Liste des organismes littéraires du Bas-Saint-Laurent et de la Gaspésie
 (juin 2022).
Cet article contient une liste d’organismes culturels actifs dans le milieu littéraire qui sont situés dans la région du Bas-Saint-Laurent. Les organismes sont classés selon le type d’activité principal qu’ils exercent. 

## Édition
- Éditions du Tullinois, Rimouski[1]
  - Les Éditions du Tullinois sont une maison d'édition basée à Rimouski qui publie notamment des romans historiques et fantastiques.
- Éditions Fond’Tonne, Rimouski[2]
  - Les Éditions Fond'Tonne sont une maison d'édition établie dans le Bas-Saint-Laurent qui publie de la prose, des récits de voyage, des fanzines et surtout de la poésie.
- Éditions la Morue verte, L'Étang-du-Nord[3]
  - Les Éditions la Morue verte diffusent des « œuvres d’artistes madelinots et [des] ouvrages portant sur les îles de la Madeleine dans tous les formats et dans tous les styles[3]. » Ils publient des albums jeunesse, des livrets touristiques et des recueils d’art et de poésie.
- Éditions Le Vent qui vente, L'Étang-du-Nord[4]
  - Cette maison d’édition publie des bandes dessinées visant à faire découvrir des régions touristiques du Québec.
- Éditions Liberté des mots, Paspébiac[5],[6]
  - La maison d'édition publie des ouvrages jeunesse pour les tout-petits, de la fantasy, des albums d’illustration et de courts romans érotiques.

- Éditions Trois-Pistoles, Trois-Pistoles[7],
  - Les Éditions Trois-Pistoles sont une maison d'édition fondée par l'écrivain et éditeur Victor-Lévy Beaulieu. Elle publie, entre autres, des romans, des essais, des anthologies et de la poésie.
- Éditions Y’Marc, Gaspé[8]
  - Les Éditions Y'Marc sont une maison d'édition qui affectionne tout particulièrement l'art et la philosophie. Ils ont également créé une bibliothèque virtuelle nommée Monasdire.

- Les éditions 3 sista, Gaspé[9]
  - Les éditions 3 sista créent et publient des livres d'auteur.ices gaspésien.nes ou néo-Gaspésien.nes, en collaboration parfois avec des artistes visuels de la région.

## Événementiel
- Baie des slameurs, Baie-des-Chaleurs [10]
  - Ce groupe de slam organise des soirées de chansons, textes et slams avec micros ouverts en Gaspésie.
- BeauLieu Culturel du Témiscouata, Témiscouata-sur-le-Lac[11]
  - BeauLieu Culturel du Témiscouata est un organisme à but non lucratif, un lieu culturel de rassemblement et un diffuseur pluridisciplinaire (arts visuels, arts de la scène, musique).
- CD Spectacles, Gaspé[12]
  - Le Centre de Création Diffusion de Gaspé est un organisme à but non lucratif diffusant des spectacles pluridisciplinaires professionnels. La littérature est très marginale dans la programmation, mais on retrouve notamment du conte et du théâtre.
- Centre culturel Paspébiac, Paspébiac[13]
  - Le Centre culturel Paspébiac est un diffuseur pluridisciplinaire. Certains des spectacles qu'il diffuse sont à caractère littéraire (théâtre, humour, conte).
- Comité de Développement de Marsoui / Rendez-vous des arts marsois, Marsoui[14]
  - Le Comité de Développement de Marsoui (CDM) est un organisme à but non lucratif qui cherche à dynamiser et rendre attractif le village de Marsoui en contribuant à son développement économique, culturel et social. Il organise également le Rendez-vous des Arts marsois qui favorise des rencontres entre artistes et grand public.
- Festival du TRAC, Paspébiac [15]
  - Le Festival du TRAC est un festival de théâtre qui promeut la création théâtrale et cherche à mettre de l'avant la relève en favorisant les échanges entre professionnels et amateur.ices. Il diffuse également des productions expérimentales ainsi que des « œuvres d’interprétation[15] ».
- Festival international Contes en îles, Cap-aux-Meules[16]
  - Ce festival de contes reçoit une vingtaine de conteurs francophones chaque année, et ce, dans différents lieux (écoles, résidences pour personnes âgées, salles de spectacles, etc.). Sa programmation comprend des soirées de conte, des animations contées, des soirées « contes et musique » et plus encore.
- Festival La crue des mots, Mont-Joli[17]
  - Le Festival La crue des mots, organisé par l'organisme le CLAC-Mitis[18], rassemble une trentaine d’écrivains et d'artistes.  Le festival semble favoriser la littérature jeunesse, le conte et le slam d’après la liste des invités de l'édition 2019.
- Festival Mots de la rive, Rivière-du-Loup [19],[20]
  - Il s’agit d’un festival de théâtre de Rivière-du-Loup qui se consacre à la lecture de textes de théâtre. Il permet à huit auteurs de théâtre de voir leurs textes lus et performés par des comédien.nes au Café du Clocher.
- Les Compagnons, Trois-Pistoles[21]
  - Les Compagnons sont un organisme à but non lucratif qui souhaite promouvoir le patrimoine vivant et la tradition orale. Il produit des spectacles de littérature orale, met en lumière des conteurs établis de la région et organise un festival de contes et récits de la francophonie, nommé les « Rendez-vous des grandes gueules ».
- Les 4 scènes, Dégelis[22]
  - Les 4 scènes sont un organisme diffusant des spectacles professionnels pluridisciplinaires (chanson, humour, cirque, théâtre, poésie, musique classique, etc.) au Témiscouata. L’une de ses quatre scènes est associée à l'organisme BeauLieu Culturel du Témiscouata.
- L’Exil. Spectacles littéraires et théâtre, Rimouski[23],[24],[25]
  - L’Exil est un organisme spécialisé dans le champ du spectacle littéraire et de la littérature orale qui a également un volet de recherche-création. Il offre aux artistes des services de diffusion, de formation, de réseautage, de mentorat et souhaite promouvoir la scène de la création parlée.
- Maximum 90 / Festival La Virée Trad / Quai des arts, Carleton-sur-Mer[26]
  - Maximum 90 est un diffuseur professionnel multidisciplinaire proposant une programmation diversifiée (qui comporte un volet littéraire [conte et théâtre jeune public] ) dans la ville de Carleton-sur-Mer, principalement au Quai des arts. Il organise le Festival La Virée, des classes de maître, des ateliers, des rencontres entre artistes et élèves et plus encore.
- Productions de la Salle Comble, Sainte-Anne-des-Monts [27]
  - Les Productions de la Salle Comble est un organisme à but non lucratif et diffuseur des arts de la scène (théâtre, musique, humour, chanson, cirque et en danse). Il organise des spectacles pour les élèves du primaire et du secondaire et  s’occupe de la gestion des « opérations et [de]l’animation de la diffusion des arts de la scène pour la MRC de la Haute Gaspésie[27] »
- Rendez-vous des grandes gueules, Trois-Pistoles[28]
  - Le Rendez-vous des grandes gueules est un festival de contes organisé par Les Compagnons (de la mise en valeur du patrimoine vivant de Trois-Pistoles). Cet événement est en partenariat avec le Festival Contes en Îles des Îles-de-la-Madeleine.
- Salle André-Gagnon / Théâtre des Prés de Saint-Germain, La Pocatière[29]
  - La Salle André-Gagnon est un organisme culturel à but non lucratif qui diffuse des spectacles multidisciplinaires (elle comporte un volet théâtre notamment).
- Salle de spectacles régionale Desjardins de New Richmond, New Richmond[30]
  - La Salle de spectacles régionale Desjardins de New Richmond diffuse des spectacles  de théâtre, d'humour, de variétés et de conte (à l’occasion) et propose plusieurs activités pendant l'année.
- Salon des Mots de la Matapédia, Sayabec[31]
  - Le Salon des Mots de la Matapédia est un événement littéraire accueillant des artistes et des écrivains dans le but de mettre en lumière la littérature, la chanson et les arts. Il organise plusieurs activités telles que des conférences, des ateliers, des brunchs littéraires, des remises de prix, des soirées de lectures et des activités jeunesse.
- Salon du livre de Bonaventure, Bonaventure[32]
  - Le Salon du livre de Bonaventure, en plus de mettre de l'avant  le travail des auteur.ices, propose des tables rondes, des conférences et des rencontres d’auteur.ices.
- Salon du livre de Rimouski, Rimouski[33]
  - Pendant le Salon du livre de Rimouski, divers événements et animations ont lieu, comme des rencontres d’auteurs autour de thèmes choisis, des entrevues, un déjeuner littéraire, des tables rondes et plus encore.
- Slam RDL, Rivière-du-Loup[34]
  - Soirées de slam soutenues par Sparages, qui se tiennent au Café du Clocher à Rivière-du-Loup, environ une fois par mois.
- Théâtre À tour de rôle, Carleton-sur-Mer[35]
  - Le théâtre À tour de rôle crée, produit, diffuse et promeut la dramaturgie et le théâtre québécois et canadien. Il organise des activités de médiation culturelle pour les élèves du primaire au collégial, offre des formations d’art théâtral et codiffuse également des spectacles de théâtre jeunesse avec Maximum 90.
- Théâtre de la Petite Marée (TPM), Bonaventure[36]
  - Le Théâtre de la Petite Marée « produit et diffuse des créations ou des adaptations théâtrales […] pendant l’été[36] ». Il propose également des activités de médiation culturelle dans les écoles au cours de l’année.
- Théâtre du Bic / Théâtre Les gens d’en bas, Rimouski[37]
  - Le Théâtre les gens d’en bas est une compagnie de théâtre professionnel à but non lucratif qui est en résidence au Théâtre du Bic. Il accueille diverses activités et propose un théâtre qu’il dit « populaire  au sens noble[37]».
- Vieux théâtre Saint-Fabien, Saint-Fabien[38]
  - Le Vieux théâtre Saint-Fabien est un diffuseur d’arts vivants. Sa programmation multidisciplinaire (slam, théâtre, sketches, humour, poésie…) est principalement basée autour de la chanson .

## Expérimentation / création / production
- Arts 3 - Sans domicile fixe, Matane[39],[40]
  - Arts 3 est un collectif artistique et un organisme culturel de création et de diffusion en arts multidisciplinaires (arts visuels et sonores, littérature et création parlée, musique).
- La Troupe de Théâtre du 109, Rimouski[41]
  - La Troupe de Théâtre du 109 est un théâtre amateur situé à Rimouski.
- Le Théâtre Témoin, Carleton-sur-Mer[42],[43]
  - Le théâtre témoin est un théâtre indépendant en électricité qui se déplace dans le Canada francophone pour produire des spectacles itinérants. Ce  théâtre de brousse est très orienté vers la tradition orale et le conte.
- Théâtre À tour de rôle, Carleton-sur-Mer [35]
  - Il diffuse notamment un théâtre québécois contemporain, une  « Une création originale d’un auteur émergent y est présentée chaque été ».  Activités de médiation culturelle pour les élèves du primaire au collégial. Codiffusion de spectacle de théâtre jeunesse avec Maximum 90. Offre aussi des formations à l’art théâtral.
- Théâtre de la Petite Marée (TPM), Bonaventure[36]
  - Le Théâtre de la Petite Marée « produit et diffuse des créations ou des adaptations théâtrales […] pendant l’été [36]». Il propose également des activités de médiation culturelle dans les écoles au cours de l’année.
- Théâtre des grands vents (TGV), Matane[44]
  - Le Théâtre des Grands Vents (TGV) est une compagnie de théâtre de création à but non lucratif reconnue comme entreprise d’économie sociale. Le mandat de la compagnie est de créer, produire et promouvoir des événements théâtraux et multidisciplinaires professionnels, et de participer au développement culturel, touristique et socio-économique de la région.
- Théâtre du Bic / Théâtre Les gens d’en bas, Rimouski[37]
  - Le Théâtre les gens d’en bas est une compagnie de théâtre professionnelle à but non lucratif qui est en résidence au Théâtre du Bic. Il accueille diverses activités et propose un théâtre qu’il dit « populaire  au sens noble[37]».
- Unité Théâtrale d'Interventions Locales (UTIL), Saint-Jean-de-Dieu[45]
  - L’UTIL est un organisme a but non lucratif qui cherche à  « favoriser la mobilisation citoyenne par le biais de la pratique artistique et de participer au dynamisme des villages de la MRC des Basques et plus largement ceux du Bas-Saint-Laurent[45] ».

## Médiation / pédagogie
- Centre d’art Marcel Gagnon, Sainte-Flavie[46]
  - Le Centre d’art est à la fois une auberge, un restaurant, une galerie d’art et un éditeur, sous le nom des Éditions du Grand Rassemblement.
- Librairie du Portage, Rivière-du-Loup [47]
  - La Librairie du Portage, située au Centre commercial de Rivière-du-Loup, contribue depuis des années à la promotion de la littérature francophone.
- Librairie J.A. Boucher, Rivière-du-Loup[48]
  - Librairie ayant une offre de livres, de magazines spécialisés et de jeux éducatifs. Elle est située à Rivière-du-Loup.
- Réseau Biblio de la Gaspésie-Îles-de-la-Madeleine, Cap-Chat[49]
  - Le Réseau souhaite maintenir les structures d’un réseau de bibliothèques publiques. Il promeut également diverses activités et soutient différents programmes de formation, d’information, d’animation et de développement culturel.
- Réseau Biblio du Bas-Saint-Laurent, Rivière-du-Loup[50]
  - La mission principale du réseau est « l'établissement, le maintien et le développement de bibliothèques publiques sur le territoire du Bas-Saint-Laurent[50]», de même que le développement des collections. Il promeut également diverses activités et soutient différents programmes de formation, d’information, d’animation et de développement culturel.
- Unité Théâtrale d'Interventions Locales (UTIL), Saint-Jean-de-Dieu[45]
  - L’UTIL est un organisme à but non lucratif qui cherche à  « favoriser la mobilisation citoyenne par le biais de la pratique artistique et de participer au dynamisme des villages de la MRC des Basques et plus largement ceux du Bas-Saint-Laurent[45] ».

## Recherche / réflexion
- Cégep de Rimouski, Rimouski [51]
  - Cégep dans lequel enseigne notamment l'autrice Marie-Hélène Voyer. L'institution « se démarque par ses activités de recherche et de transfert technologique[52]»
- Centre Joseph-Charles-Taché, Université du Québec à Rimouski (UQAR)
  - Ce centre est spécialisé dans l'étude du patrimoine lettré et de l'histoire du livre et des bibliothèques.
- Chaire de recherche du Canada en histoire littéraire et patrimoine imprimé, Université du Québec à Rimouski[53]
  - Cette chaire de recherche se penche entre autres sur les représentations de l'estuaire et du golfe Saint-Laurent[54], sur les bibliothèques d'écrivains comme ateliers d'écriture et sur l'historiographie littéraire et les fonctions encyclopédiques et polygraphiques de la littérature.
- Tangence éditeur / Revue Tangence, Rimouski[55]
  - La revue savante «est un lieu de convergence inscrit au cœur du réseau que forment entre eux les départements d’études littéraires et de sciences humaines des universités québécoises, canadiennes et étrangères. Comme son nom l'indique, Tangence propose d’interroger la littérature à la « tangente » des autres savoirs[, s'intéressant] ainsi aux relations qu’entretient la littérature avec les autres domaines de la connaissance (les arts, les sciences humaines, mais aussi les sciences exactes), de manière à fédérer les savoirs au sein d'une réflexion commune[56] ».

## Ressources générales (pour créateurs) / concertation
- Carrefour de la littérature, des arts et de la culture (CLAC)-Mitis, Mont-Joli[18],[57],[25]
  - Le CLAC est un producteur et diffuseur qui cherche a «promouvoir et développer les secteurs littéraire, artistique et culturel[58] » dans la Mitis, et plus largement dans d'autres MRC du Bas-Saint-Laurent.
- Comité de Développement de Marsoui / Rendez-vous des arts marsois, Marsoui[59]
  - Le Comité de Développement de Marsoui (CDM) est un organisme à but non lucratif qui cherche à dynamiser et rendre attractif le village de Marsoui en contribuant à son développement économique, culturel et social. Il organise également le Rendez-vous des Arts marsois qui favorise des rencontres entre artistes et grand public.
- Culture Bas-Saint-Laurent, Rimouski[60]
  - Culture Bas-Saint-Laurent est un organisme de regroupement souhaitant développer et mettre en lumière la culture au Bas-Saint-Laurent. Son site web regroupe des offres d’emploi, de services, des ressources et informations diverses, des actualités, un blogue de même qu’un calendrier culturel et un répertoire des artistes membres.
- Culture Gaspésie, Bonaventure[61]
  - Culture Gaspésie est un organisme à but non lucratif, financé par le ministère de la Culture et des Communications, qui cherche à développer les arts et la culture dans sa région. Ses membres représentent les différents secteurs de « l’activité culturelle gaspésienne [, soit ]: les arts du cirque, les arts multidisciplinaires, les arts numériques, les arts visuels, la chanson, le cinéma et la vidéo, la danse, la littérature et le conte, les métiers d’art, la musique, la recherche architecturale et le théâtre[62] ».
- Maison de la culture Grande-Rivière (MCGR), Grande-Rivière[63]
  - La Maison de la culture de Grande-Rivière est un organisme à but non lucratif qui souhaite promouvoir la culture et « favoriser l’organisation d’activités structurantes à vocations culturelles sur le territoire et d’œuvrer à la réalisation du plan d’action de l’Entente de développement culturel de la MRC du Rocher-Percé[64] ». Il cherche aussi a développer l’art théâtral avec la troupe Théâtre Pourquoi Pas.
- Maison de la culture Sainte-Anne-des-Monts, Sainte-Anne-des-Monts[65]
  - La Maison de la culture Sainte-Anne-des-Monts «a pour mandat de promouvoir, diffuser, développer et rendre accessibles les arts visuels et arts de la scène tout en permettant l'expression et le développement de l'identité culturelle locale. Elle poursuit entre autres les buts suivants : présenter des expositions et spectacles, offrir un soutien aux organismes culturels et aux artistes et faciliter l'accès à de nombreuses formes d'expression artistique [66] » et elle abrite les Productions de la Salle Comble.
- Sparages, Rivière-du-Loup[67],[68]
  - Sparages est un organisme à but non lucratif « à vocation culturelle œuvrant dans les domaines du théâtre, de la littérature, de la musique et des arts médiatiques[69] ». Il soutient des initiatives existantes, telles que des soirées de conte, des cabarets, du slam, etc. et son site comprend un calendrier des prochains événements.